# Witch house
Witch house – termin wymyślony przez Travisa „Pictureplane'a” Egedy'ego, na oznaczenie stylu muzyki tworzonej przez siebie.

## Historia
Termin witch house (określany także jako „haunting house” czy „drag”) pierwotnie był żartem, mającym na celu opisanie okultystycznej muzyki house tworzonej przez Travisa Egedy’ego i jego przyjaciół w 2009 roku. Krótko po wzmiance na Pitchfork Media, blogi oraz prasa muzyczna zaczęła używać tego terminu.
Obecnie trwają spory, co dokładnie powinno zostać zdefiniowane jako witch house. Pierwotnie używane jedynie do opisania muzyki post-klubowej, z czasem przypisane także do utworów hip-hopowych łączących w sobie techniki miksowania takie jak zwolnione tempo, przeskoki, czasowe zatrzymania, a także powtarzające się wielokrotnie dźwięki – technika ta pochodzi z muzyki hiphopowej lat 80, a także odniesienia do nurtów takich jak: noise, drone i shoegaze.
Wielu artystów wydaje spowolnione remixy piosenek pop i rap lub długie mixy różnych, znacznie spowolnionych utworów.  Część producentów muzycznych w nazwach utworów stosuje m.in. trójkąty i krzyże oraz innych graficznych znaków, które utrudniają wyszukanie „podziemnych” wykonawców w internecie. Za prekursorkę witch house`u można by uznać 21-letnią wokalistkę rosyjskiego pochodzenia - Nikę Rozę Danilovą występującą pod pseudonimem Zola Jesus. 

## Krytyka
Gatunek w pewnym momencie został scalony z rapegaze, co spotkało się z powszechnym potępieniem zarówno wśród twórców, jak i odbiorców, którzy nigdy nie spodziewali się, że witch house może zostać użyte do zastąpienia istniejącego do tej pory gatunku.
Mówi się także, ze witch house to gatunek skonstruowany przez niektóre publikacje w prasie (m.in. The Guardian, Pitchfork i wiele różnych blogów o tematyce muzycznej). Oburzenie ze strony wielu muzyków sprawiło, że witch house został uznany za niezależny nurt sceny muzycznej.
Egedy opisuje witch house w następujący sposób:
„To żart. Ja i mój przyjaciel, Shams – on także tworzy muzykę – żartowaliśmy sobie na temat rodzajów muzyki house którą tworzymy, nazwaliśmy ją witch house ponieważ brzmi ona jak okultystyczny house. To był 2009. A potem, dzięki Pitchfork, ja, Shams i Modern Witch zostaliśmy okrzyknięci odkryciami roku. 2010 był rokiem witch house, kiedy to działo się wiele ciekawych rzeczy – ludzie z całego świata zaczęli pisać o tym na swoich blogach. Stało się to swojego rodzaju internetowym memem. W pewnym momencie pojawiły się nawet witch house’owy projekty takie jak Salem specjalizujące się w tworzeniu zwolnionych, upiornych, niemalże gotyckich utworów... A przecież witch house nigdy tak naprawdę nie istniał...”
W sierpniu 2011, Pitchfork opisał †††, solowy projekt Chino Moreno, jako witch house. Jednakże Carson O’Shoney z Consequence of Sound i Daniel Brockman z The Boston Phoenix zauważyli, że ††† mają jedynie kilka wspólnych elementów z estetyki witch house’u, które wynika zainteresowaniem Chino Moreno religią i mistyką w sztuce.
Moreno powiedział również:
„Nie chcę by ludzie myśleli, że jesteśmy zespołem religijnym, satanistycznym czy nawet witch house’owym. Niestety, to trudne kiedy używa się symboli religijnych...”

## Ważniejsi przedstawiciele
- oOoOO
- criticaleye
- Salem
- White Ring
- Ritualz
- STM
- dezoliar
- Holy Other
- XXYYXX
- Balam Acab
- MRJay
- Crystal Castles
- CRIM3S
- Summer Of Haze
- IC3PEAK